# Wolfgang Franken

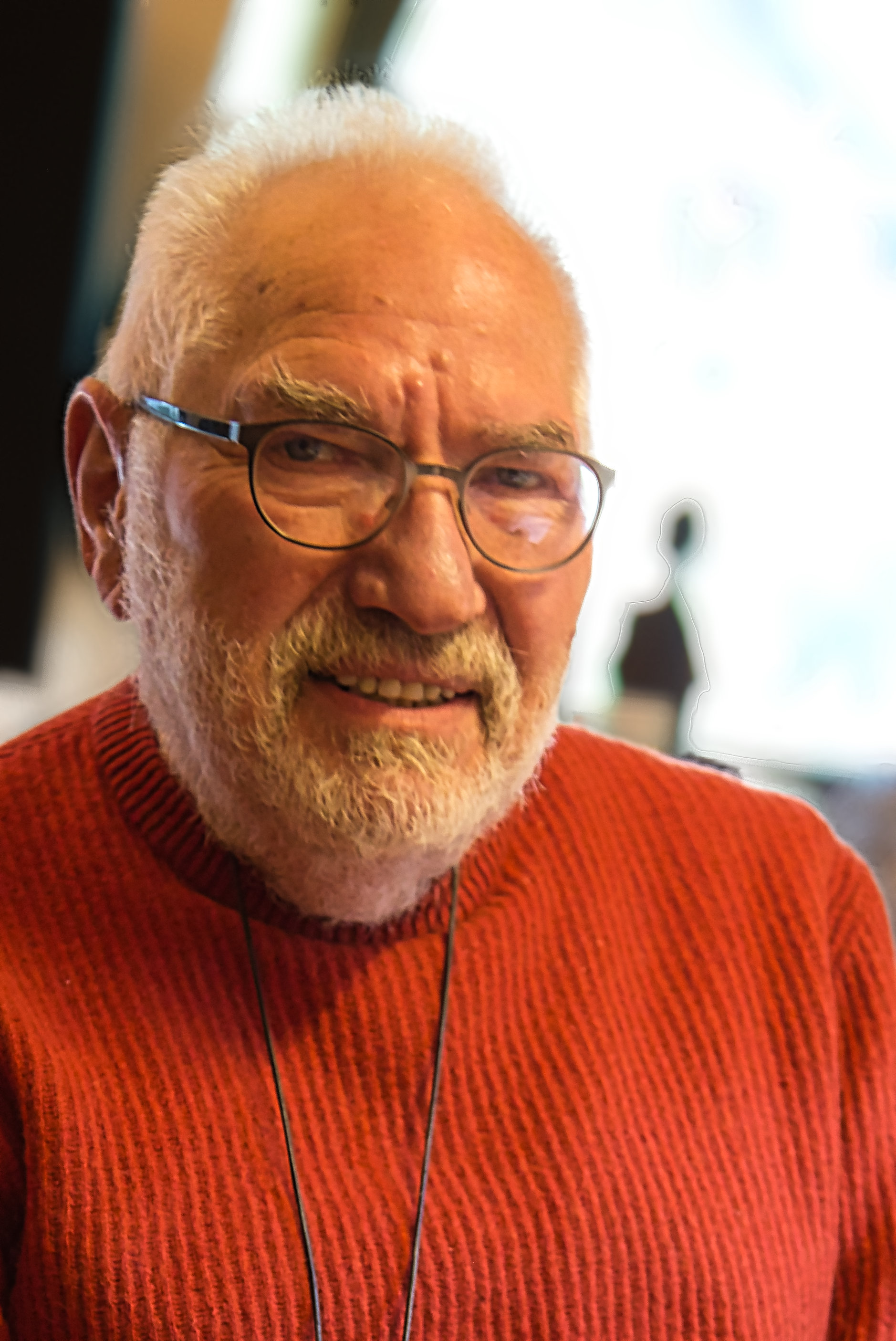
Wolfgang Franken

Wolfgang Franken (* 1948 in Wipperfürth) ist seit 1969 als freischaffender Künstler am Niederrhein tätig.

## Leben
Der kreative Schwerpunkt liegt in der Sakralkunst: Erstellung von liturgischen Gegenständen, figürlichen Skulpturen, Kreuzwegstationen, Armarien (Armarium), Gemälden und Kirchenfenstern.
Die Auseinandersetzung u. a. mit dem Judentum, dem Lamaismus (Ursprung des Buddhismus), dem Islam und die daraus gewonnenen Erkenntnisse inspirieren ihn zu künstlerischen Interpretationen. Seinem bildnerischen Werk geht ein tiefgründiger spiritueller sowie philosophischer Prozess voraus. Seine philosophischen Ansichten beruhen auf Dante Alighieri mit seiner göttlichen Komödie und dem Religionsphilosophen Martin Buber.
In seinen Arbeiten verwendet er neben Glas und Stein auch Holz als Werkstoffe. Die häufig von ihm eingesetzte Technik des sogenannten „Japanischen Glasdrucks“ (Monotypie) erlernte er von Maria Pfeiffer-Stephan aus Frankenthal, einer Schülerin Oskar Kokoschkas. Somit schreibt er sich als Künstler der „christlichen Kunst der Moderne“ zu. In seinen interkulturellen Werken verwendet er häufig das „göttliche Auge“ als Motiv, eine Interpretation der koptisch-orthodoxen Ikonographie.
Wolfgang Franken beschäftigte sich mehrere Jahre als Pädagoge in der Kunstvermittlung mit Jugendlichen sowie mit Menschen mit geistiger Beeinträchtigung.

## Werke, Auftragsarbeiten und Ausstellungen (Auswahl)
2018
- Zwölf Quadratmeter Dante[1] - Dantes Göttliche Komödie auf 12 großformatigen Holztafeln für das Naturheilkundehaus, Wuppertal
- Frauenfiguren für das Kloster Mönchengladbach-Neuwerk "Große Mutter",[2] Mönchengladbach

2017
- Stille Kunst für einen Ort der Stille[3] - Ein Engel für den Hospiz St. Christophorus, Mönchengladbach
- Luther als Kämpfer auf dornigem Weg,[4] Bildern und Skulpturen in der Münsterkrypta, Mönchengladbach

2016
- Das „Dazwischen“[5] 20-teiligen Zyklus, Kloster Neuwerk, Mönchengladbach
- Bilder, die aus der Seele kommen,[6] fünf Antependien für die ev. Christuskirche, Mönchengladbach
- Dante „Göttliche Komödie“,[7] ev. Friedhof am Wasserturm, Mönchengladbach

2015
- Bildergeschichten für die Altarwand,[8] Klosterkirche Neuwerk, Mönchengladbach

2013
- Interpretation der Klagemauer in Jerusalem,[9] ev. Johanneskirche Großheide, Mönchengladbach
- Interpretation der Klagemauer in Jerusalem, Deutscher Evangelischer Kirchentag 2013, Hamburg
- Interpretation der Klagemauer in Jerusalem,[9] ev. Johanneskirche Großheide, Mönchengladbach

2011
- Meditationsweg (Dauerausstellung),[10] ev. Friedhof am Wasserturm, Mönchengladbach
- Die Augen der heiligen Odilie im Kunstwerk,[11] Eschweiler

2010
- "Ich bin der wahre Weinstock", Kelch und Hostienschale in Bronze, Otto-Zillessen-Haus, Mönchengladbach
- "Entfaltete Materie", Ausstellung und Meditation zum Thema, kath. Kirche St. Dionysius, Hückelhoven Heinsberg

2008
- Die Innerlichkeit der Steine am Rande des Kreuzweges, ev. Christuskirche, Mönchengladbach
- Die Innerlichkeit der Steine am Rande des Kreuzweges, ev. Kirche Hardt, Mönchengladbach
- Hagioskope und koptische Ikoneninterpretationen, Kinderhaus Museum in Kooperation mit dem Lepramuseum Münster, Münster

2004
- "Dantes Wanderung durch die Hölle in den Himmel" Gemälde, 81. Jahrestagung der Deutschen Dante-Gesellschaft, Krefeld
- "Der Sündenbock" Skulpturen, Dreieinigkeitskirche, Eschweiler

1999
- Fünf Kapellenfenster, St. Josef, Heinsberg[12]
- "Göttliches Himmelszelt" Tabernakelstele Entwurf und Ausführung, Kapelle Haus Berg, Hückelhoven-Brachelen Heinsberg[13]

1998
- Ausstellung, Pfarrkirche St. Josef, Langenfeld

1980
- Sieben Kirchenfenster, St. Bonifatius, Mönchengladbach-Hardterbroich[14]